# Herrera de los Navarros
Herrera de los Navarros é um município da Espanha na província de Saragoça, comunidade autónoma de Aragão. Tem 105 km² de área e em 2021 tinha 496 habitantes (densidade: 4,7 hab./km²).

## Demografia
| Variação demográfica do município entre 1991 e 2004 | Variação demográfica do município entre 1991 e 2004 | Variação demográfica do município entre 1991 e 2004 | Variação demográfica do município entre 1991 e 2004 |
| --------------------------------------------------- | --------------------------------------------------- | --------------------------------------------------- | --------------------------------------------------- |
| 1991                                                | 1996                                                | 2001                                                | 2004                                                |
| 710                                                 | 605                                                 | 599                                                 | 634                                                 |